# Lacustricola usanguensis
Lacustricola usanguensis és un peix d'aigua dolç de la família dels pecílids i de l'ordre dels ciprinodontiformes.
Els adults poden assolir 3 cm de longitud total. Habita pantans, estanys i petits rierols al sud-oest de Tanzània. Només se l'ha trobat a dues localitats. Aquesta distribució restringida el fa vulnerable a l'impacte de la degradació de l'hàbitat.